# باربارا استیل
باربارا استیل (انگلیسی: Barbara Steele؛ زادهٔ ۲۹ دسامبر ۱۹۳۷) هنرپیشه اهل انگلستان است. از فیلم‌هایی که وی در آن نقش داشته است می‌توان به ۱/۲ ۸، پیرانا، مغاک و آونگ، یکشنبه سیاه، رعشه‌ها، شبح، بچه خوشگل، رودخانه گمشده و یاقوت کبود اشاره کرد.